# Whitwell and Selside
Whitwell and Selside is een civil parish in het bestuurlijke gebied South Lakeland, in het Engelse graafschap Cumbria. In 2001 telde het dorp 198 inwoners.